# Молодогвардейское (Северо-Казахстанская область)
Молодогвардейское (каз. Молодогвардейское) — село в районе Магжана Жумабаева Северо-Казахстанской области Казахстана. Административный центр Молодогвардейского сельского округа. Код КАТО — 593659100.

## Население
В 1999 году население села составляло 1235 человек (621 мужчина и 614 женщин). По данным переписи 2009 года, в селе проживало 809 человек (409 мужчины и 400 женщин).

## История
Село основано в 1954 году в рамках освоения целины. Для вывоза урожая зерновых культур в октябре 1954 года силами 1-й железнодорожной бригады началось строительство 98-километровой узкоколейки по маршруту Булаево — совхоз Молодогвардейский (изначально совхоз имени Маленкова). Первый поезд, груженный зерном, отправился из Молодогвардейского 11 августа 1956 года. Решение о закрытии узкоколейки было принято 1 августа 1989 года.